# 29298 Cruls
29298 Cruls è un asteroide della fascia principale. Scoperto nel 1993, presenta un'orbita caratterizzata da un semiasse maggiore pari a 1,9285070 UA e da un'eccentricità di 0,1045921, inclinata di 19,49383° rispetto all'eclittica.